# ارنست ریماک
ارنست ریماک (آلمانی: Ernst Remak؛ ۲۶ مهٔ ۱۸۴۹ – ۲۴ مهٔ ۱۹۱۱) یک عصب‌شناس، پزشک متخصص اعصاب و استاد دانشگاه اهل آلمان بود. وی فرزند روبرت ریماک (فیزیولوژیست و عصب‌شناس) و پدرِ روبرت ریماک (ریاضی‌دان) بود.
او تحصیلات خود را در دانشگاه برسلاو، دانشگاه هومبولت برلین، دانشگاه وورتسبورگ، دانشگاه استراسبورگ و دانشگاه هایدلبرگ انجام داد و در سال ۱۸۷۰ میلادی، مدرک دکترای پزشکی خود را دریافت داشت. در دانشگاه هایدلبرگ او از شاگردان ویلهلم هاینریش ارب بود.
وی با همکاری ادوارد فلاتائو، آثار مهمی در زمینهٔ التهاب اعصاب و نوروپاتی محیطی منتشر کرد. نام او با «رفلکس ریماک» گره خورده‌است که خم‌شدن سه انگشت اول پا (و گاهی تمامی پا) و صاف شدن مفصل زانو در اثر ضربهٔ تحریکی به سطح فوقانی عضلهٔ ران است. این رفلکس زمانی در فرد دیده می‌شود که راه‌های هدایتی طناب نخاعی دچار پارگی یا گسیختگی شده باشند.